# Weitmars

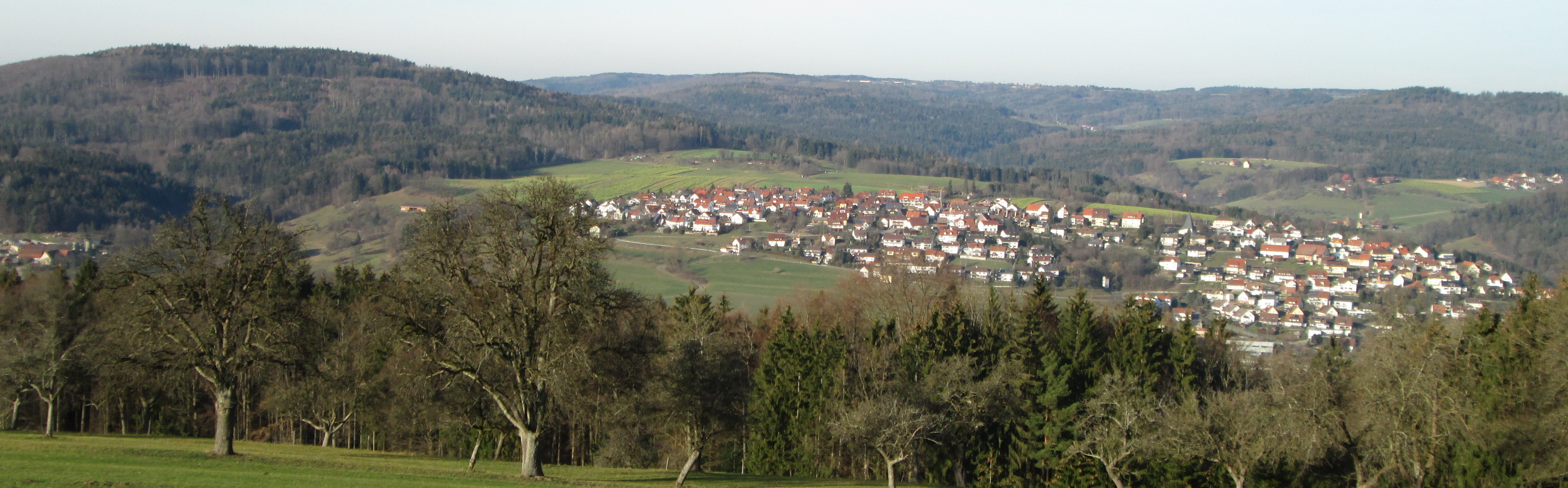
Weitmars von Süden, links der Hohberg

Weitmars ist ein Stadtteil von Lorch im Ostalbkreis, Baden-Württemberg. Bis 1971 gehörte er zum damals eigenständigen Ort Waldhausen.

## Lage
Weitmars liegt im Remstal und nördlich von der Rems. Der Stadtteil befindet sich westlich von Lorch und nordöstlich von Waldhausen. Er ist an den steilen Hängen des Hohbergs gelegen, die Straßen führen in Serpentinen nach oben.

## Geschichte

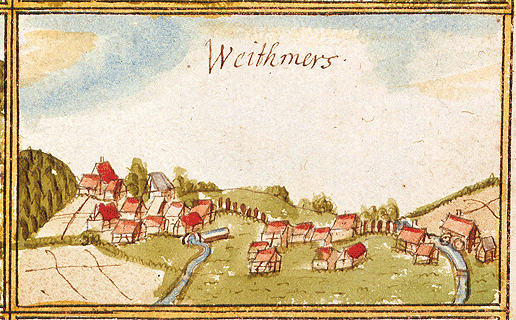
Zeichnung von Weitmars (1685)

Weitmars wurde erstmals 1293 unter dem Namen Wigmar erwähnt. Der Name geht auf den Gründer zurück. In Dokumenten des 15. und 16. Jahrhunderts änderte sich die Schreibweise zu Wittmars/Weyttmars/Weitmars. Seit dem 13. Jahrhundert gab es ein Oberdorf rund um die heutige Einmündung Hohbergstraße/Steingasse, ein Unterdorf zwischen der heutigen Grabenstraße, Steingasse und Rechbergstraße, sowie eine Mühle am Walkersbach. Ober- und Unterdorf wuchsen in den 1930er Jahren zusammen.
Bis 1820 wurde Weitmars von Plüderhausen verwaltet, danach von Waldhausen. Daneben bestanden bis 1848 Lehensabhängigkeiten u. a. zum Kloster Adelberg und zum Kloster Lorch. Eine kommunale Schule gab es ab 1832; 1936 wurde das neue Schulhaus am Schulberg eingeweiht.
Durch die Eingemeindung von Waldhausen in die Stadt Lorch im Jahre 1971 wurde auch Weitmars ein Stadtteil von Lorch.
Bei der diesbezüglichen Abstimmung waren sowohl die Bürger aus Waldhausen als auch aus Weitmars beteiligt.
Dabei konnte zwischen Plüderhausen (damit Rems-Murr-Kreis) und Lorch (damit Ostalbkreis) gewählt werden.
Vor dieser Abstimmung gehörte Waldhausen (und damit auch Weitmars) zum Landkreis Schwäbisch Gmünd.

## Infrastruktur
Weitmars verfügt über keine eigene Schule. Die meisten Weitmarser Schüler besuchen eine der Schulen in Lorch. Mit der Hohberghalle besitzt Weitmars eine kleine Sporthalle. Zudem gibt es einen evangelischen Kindergarten. Katholische oder städtische Kindergärten befinden sich in Lorch und Waldhausen bzw. Kirneck.

## Vereine
- Musikverein Edelweiss Weitmars e. V.
- Dorfgemeinschaft Weitmars e. V.
- Gesangverein Eintracht Weitmars e. V.
- Kegel-Club Weitmars Die Aufrechten Neun
- Bürgerinitiative gegen eine 380-kV-Leitung